# Animation de papiers découpés
L'animation de papiers découpés, également désigné par l'anglicisme cut-out, est une technique d'animation en papier découpé. Comme une marionnette, un personnage en papiers découpés est fait à partir de plusieurs parties indépendantes découpées dans du papier ou du carton, telles que des mains, des bras, d'une tête, des jambes et des pieds. Ces pièces sont liées ensemble par des points de jointure permettant ainsi de mouvoir ces personnages par le procédé dit de l'image par image. Par rapport au dessin animé, pour lequel les différentes positions des personnages pour donner l'illusion d'un déplacement nécessite la confection coûteuse d'autant de cellulos, l'animation en papier découpé est très économique car un seul personnage peut être utilisé pour une scène entière, tant qu'il n'est pas modifié dans sa forme, de la même façon que dans l'animation en volume.

## Historique
En 1932, les Hongrois Arthur Honegger et Berthold Bartosch réalisent L'Idée (inspiré de l'œuvre éponyme de Frans Masereel) en papier découpé en utilisant différents types de papiers et de cartons. Les effets spéciaux (Halos, fumée, brouillard) sont réalisés à l'aide de mousse de savon étalée sur des plaques transparentes éclairées par des lampes de faible intensité. Plus tard, Berthold Bartosch collabore avec la réalisatrice Lotte Reiniger sur ses films en animation de silhouettes.
En 1951, l'animateur tchèque Jiří Trnka, spécialiste du film de marionnettes réalise avec František Tichý, Zdenek Seydl et Kamil Lhoták un film en papiers découpés: Le joyeux cirque (Veselý cirkus).

## Procédés de l'animation de papiers découpés
Plus économique que celle du dessin animé, cette technique est très utilisée par les réalisateurs indépendants.
En ce qui concerne les matériaux utilisés, on distingue deux tendances : l'animation de dessins découpés pour chaque phase d'un mouvement et l'animation d'éléments découpés et articulés (pantins plats), cette dernière tendance encore plus économique.

### Animation par substitution
Cette approche utilise la technique du dessin animé, les dessins représentent chaque mouvement ou déplacement en autant de phases successives (à raison de 24 phases par seconde) mais le support n'est pas les cellos du dessin animé. Les dessins sont exécutés sur du papier et ils sont découpés. Comme pour le dessin animé, les dessins ainsi découpés sont installés devant un décor dessiné (un seul dessin suffit s'il ne doit pas subir une quelconque transformation). En 1973, un exemple magistral est le premier long métrage de René Laloux, La Planète sauvage.

### Animation d'éléments découpés
Autant que pour chercher une économie budgétaire importante que pour revendiquer la filiation au papier découpé traditionnel, cette animation utilise des personnages découpés dont les éléments sont articulés, ce qui permet d'utiliser le même pantin pour toute une scène, sans avoir à découper chaque phase des mouvements à la cadence de 24 phases par seconde. les uns avec les autres sans que les différentes phases soient redessinées.

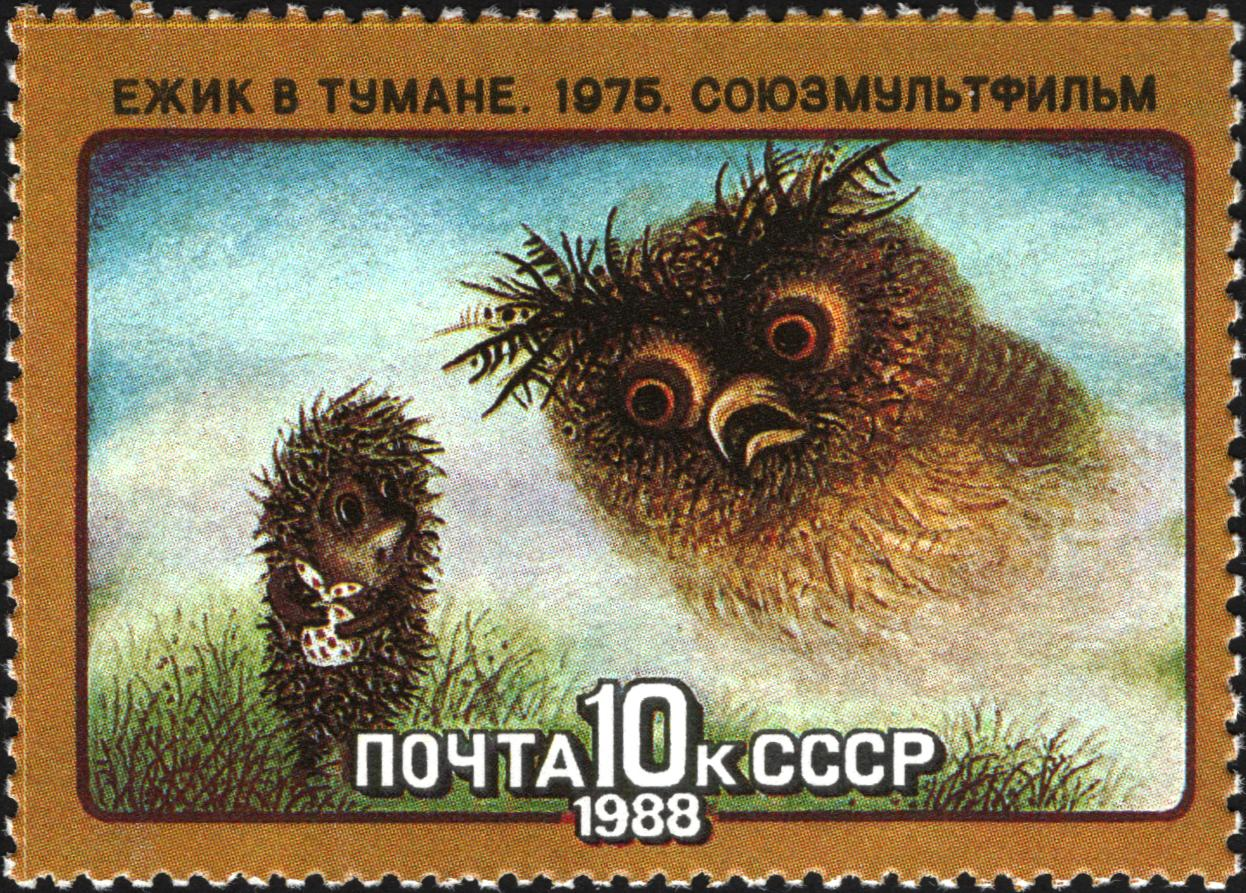
Timbre reproduisant une image du film Le Hérisson dans le brouillard de Yuri Norstein.

Dans cette tendance, on trouve quelques-uns des plus grands cinéastes d'animation actuels : Michel Ocelot en France, et surtout Youri Norstein en Russie, dont le film Le Conte des contes a par ailleurs été classé « meilleur film d'animation de tous les temps » aux Olympiades de l'animation de 1984. 
Ce dernier travaille depuis la fin des années 1980 à la réalisation d'un long métrage adapté de la nouvelle de Nicolas Gogol, Le Nez, entièrement animé avec cette technique.[réf. nécessaire]

#### Animation d'éléments dessinés ou peints
Il s'agit d’éléments peints et découpés puis articulés et animés.
En France René Laloux et Roland Topor utilisent cette technique dans certains de leurs courts métrages : Les Dents du singe (1960), Les Escargots (1966). Jean-François Laguionie, autre réalisateur français, l'utilise dans ses premiers courts métrages, comme La Demoiselle et le Violoncelliste (1965). Le Canadien Frederic Back l'utilise en 1972 dans son film La Création des oiseaux.
Le réalisateur russe Youri Norstein l'utilise dans ses différents films comme La Renarde et le Lièvre (1973), Le Héron et la Cigogne (1974), Le Hérisson dans le brouillard (1975) et Le Conte des contes (1979).
Dans les années 1980, la technique est utilisée par les réalisateurs chinois Hu Jinquing (dans L'Épouvantail) et Zhou Keqin (dans Les singes qui voulaient attraper la Lune).
En 2001, les cinéastes Anita Kill (Norvège) et Tini Sauvo (Finlande), créent respectivement les films pour enfants Florian et Maléna et Le Trésor de Mole, diffusé en France sous le programme Les Étoiles filantes[Quoi ?].

#### Animation de silhouettes

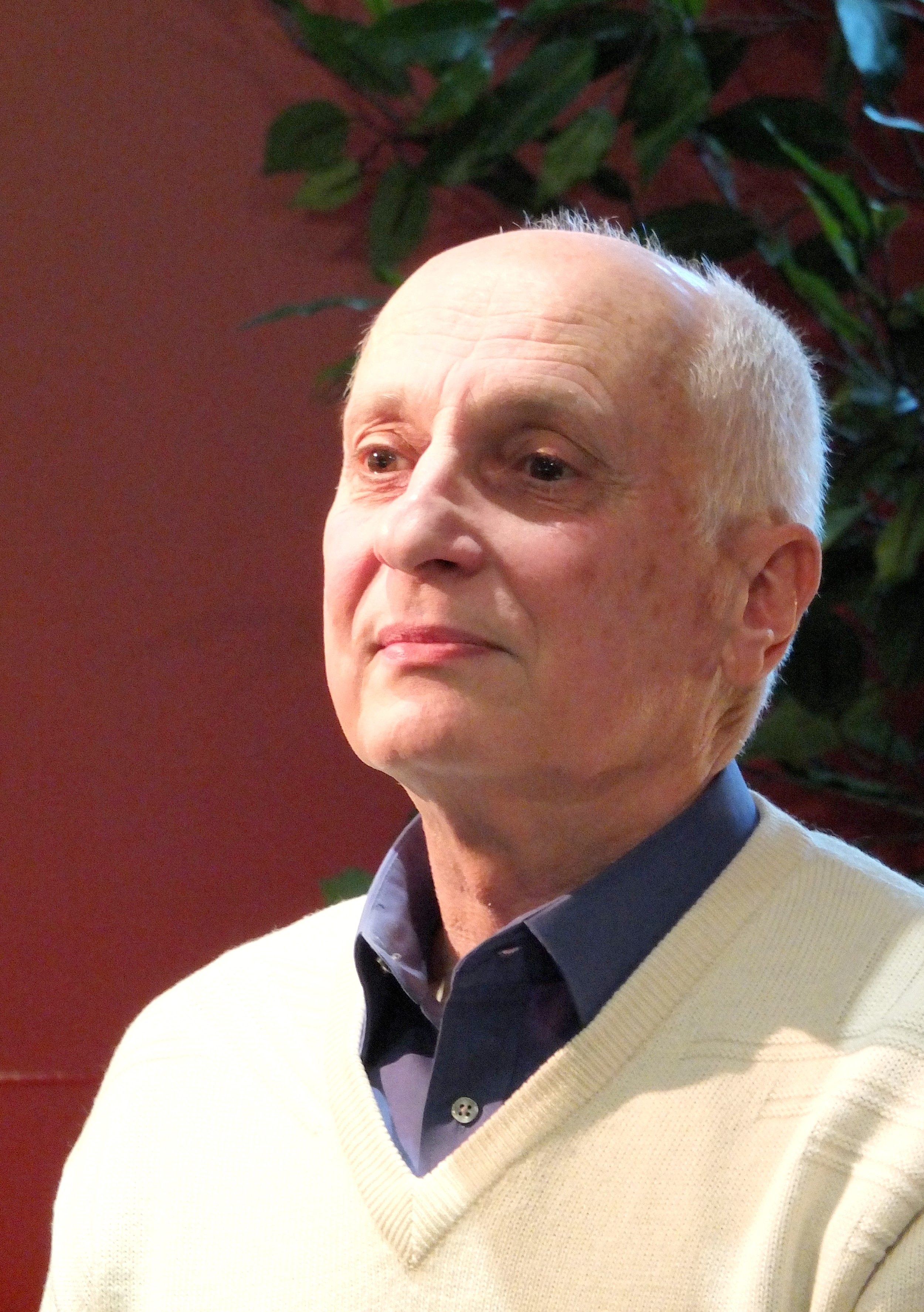
Michel Ocelot en 2013.

L'animation de silhouettes est réalisée sur banc d'animation rétro-éclairé (éclairé par en dessous par une table lumineuse) et les pantins plats articulés (par exemple à l'aide d'attaches parisiennes) sont confectionnés avec du papier noir. Ce type de films est l'héritier du théâtre d'ombres dont il reprend les principes au cinéma (ombres chinoises).
Une des pionnières de ce type de film est l'Allemande Lotte Reiniger (1899-1981) qui a créé des dizaines de films, dont le long métrage à succès Les Aventures du prince Ahmed (1926) ; son travail pose dès 1919 les bases fondamentales de cette technique.
Ce procédé est repris par le réalisateur français Michel Ocelot dans différents courts métrages ainsi que dans son long métrage Princes et Princesses. Pour la série Dragons et Princesses, Michel Ocelot reprend le principe de l'animation de silhouettes mais remplace la fabrication papier par l'animation par ordinateur, afin d'obtenir un résultat similaire mais plus lissé. Il est à noter qu'aussi bien pour les premiers films de Lotte Reiniger que les plus récents de Michel Ocelot, les sujets abordés s'inspirent des contes, traditionnels ou revisités, un peu comme le fait déjà le théâtre d'ombres.
Dans les travaux de Lotte Reiniger, la couleur est employée plusieurs fois, soit en colorisant la pellicule dans sa masse même, soit en utilisant derrière les personnages des fonds présentant un camaïeu d'une même couleur.
Au Japon, Noburō Ōfuji approfondit l’animation de silhouettes en utilisant du papier japonais légèrement transparent et coloré, orné de motifs traditionnels, le Chiyogami, afin de créer un cinéma au goût typiquement japonais ; il écrit lui-même que « les belles couleurs du chiyogami contiennent l’élégance unique du Japon traditionnel »,.

#### Animation d'éléments collectés

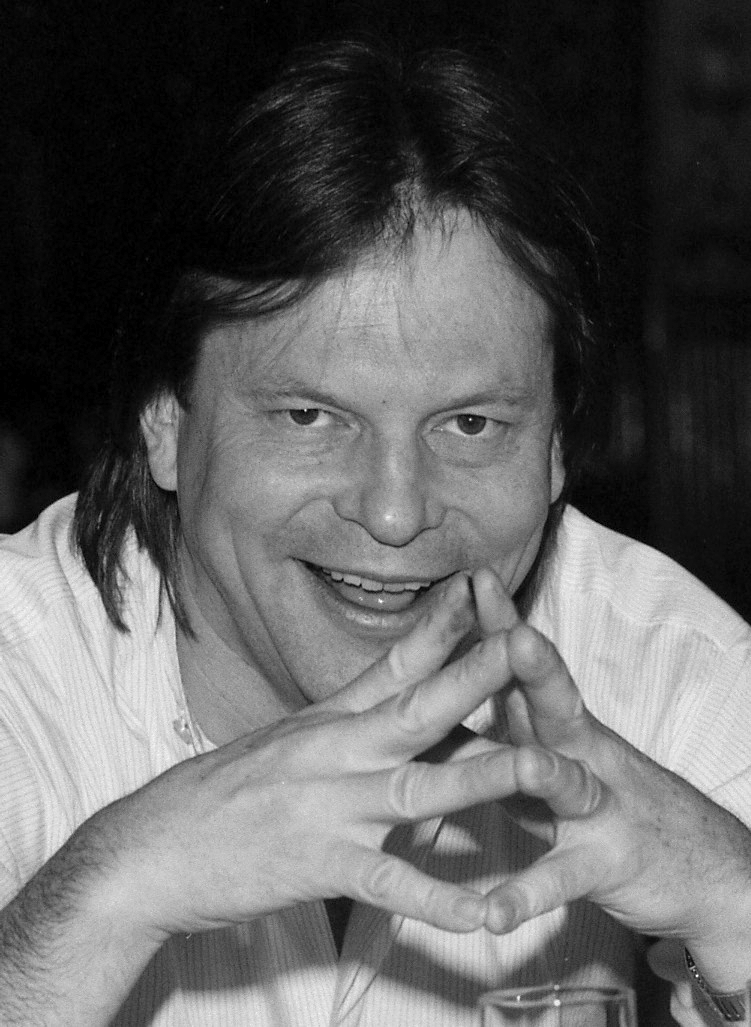
Terry Gilliam en 1985.

Une autre esthétique est celle du film utilisant des éléments découpés dans des journaux, des revues, des photos, etc. Elle est parfois associée à l'animation d'éléments peints ou dessinés.
En 1973, le réalisateur canadien Jean-Thomas Bédard crée Ceci est un message enregistré à partir d'images collectées dans des publicités ou des journaux qu'il fait défiler à toute vitesse, provoquant un effet de saturation chez les spectateurs afin de dénoncer la société de consommation.
Le réalisateur américano-anglais Terry Gilliam, collaborateur des Monty Python, réalise ses premiers films selon ce procédé, récupérant des images un peu partout: cartes postales, images anciennes, mélangées à ses propres dessins. On trouve ces animations au style si particulier dans l'émission Monty Python's Flying Circus, ainsi que dans des intermèdes des films Monty Python : Sacré Graal ! et de Monty Python : Le Sens de la vie.
En Pologne, les réalisateurs Jan Lenica (Labyrinth en 1963) et Walerian Borowczyk (En 1959, Les Astronautes, avec Chris Marker) l'utilisent dans certains courts métrages.
Aux États-Unis, Lewis Klahr, réalisateur contemporain, utilise la technique de l'animation de photos et de dessins rétro. Sa narration est très symbolique, faisant penser à une sorte de roman photo animé. Ses films comportent souvent des éléments érotiques et sexuels plus ou moins explicites.
Les réalisateurs belges Vincent Patar et Stéphane Aubier, dans le cadre du Pic-pic et André Show, réalisent deux courts métrages de la série des Balthus (Les Balthus au cirque et Saint Nicolas chez les Balthus) à partir de photos découpées et de papiers de couleur découpés.

### Le papier découpé numérique
Au XXIe siècle, la technique d'animation sous caméra du pantin articulé en papier découpé, trouve un nouveau souffle grâce à l'animation par ordinateur.
Utilisée dans des logiciels plus traditionnellement consacrés au compositing ou aux contenus multimédias dynamiques, elle est choisie sur des productions où rapidité et économie de moyens s'imposent, et elle gagne ainsi la faveur des séries télé. Ces logiciels utilisent un système de calques, et les différents éléments du personnage (bras, avant-bras, buste, cuisse, etc) sont séparés et liés par des articulations virtuelles (là où l'on aurait mis un fil ou une attache anglaise sur des pantins en papier découpé). De même pour les variations de la physionomie (rires, pleurs, colères, étonnement, etc). La marionnette est créée une fois pour toutes et réutilisée dans chaque plan. Les séries South Park de Trey Parker et Mat Stone et Angela Anaconda de Joanna Ferrone et Sue Rose, sont des exemples de cette approche. On peut aussi citer le générique de la série Desperate Housewives de Mark Cherry.

## Principaux films en papier découpé
Longs métrages :
- La Planète sauvage de René Laloux
- Les Aventures du prince Ahmed (Die Geschichte des Prinzen Achmed, 1926) de Lotte Reiniger
- 2024 : Maya, donne-moi un titre de Michel Gondry

Moyen métrage :
- Heaven and Earth Magic de Harry Everett Smith (1962)

Courts métrages : 
- Le Hérisson dans le brouillard de Iouri Norstein
- Le Conte des contes de Iouri Norstein
- Les Trois Inventeurs de Michel Ocelot
- La Baleine (Kujira) de Noburō Ōfuji